# Agrypon carinifer
Agrypon carinifer là một loài tò vò trong họ Ichneumonidae.